# Porum, Oklahoma
Porum, Oklahoma (енгл. Porum) град је у америчкој савезној држави Оклахома.

## Демографија
По попису из 2010. године број становника је 727, што је 2 (0,3%) становника више него 2000. године.
| Група             | 2000.       | 2010.       |
| Белци             | 446 (61,5%) | 451 (62,0%) |
| Афроамериканци    | 11 (1,5%)   | 1 (0,1%)    |
| Азијати           | 0 (0,0%)    | 0 (0,0%)    |
| Хиспаноамериканци | 6 (0,8%)    | 7 (1,0%)    |
| Укупно            | 725         | 727         |